# Got the Life
"Got the Life" é uma música escrita e gravada pela banda americana Korn. Ela foi gravada para o seu terceiro álbum de estúdio, Follow the Leader, como o seu segundo Single, em 23 de novembro de 1998. Ela foi gravada em abril daquele ano na NRG Recording Studios. A banda decidiu que a lançaria como Single promocional depois que os membros sentiram que havia algo "especial" sobre a música. O Single foi lançado como um "sucesso fenomenal" e o seu videoclipe foi mais pedido do que qualquer outro no programa Total Request Live, da MTV americana, fazendo dele o primeiro vídeo oficialmente "aposentado" do programa.
"Got the Life" não recebeu muita atenção na imprensa musical; no entanto, a música recebeu uma certificação de ouro na Austrália pela Australian Recording Industry Association. A música alcançou o primeiro lugar na parada canadense de RPM Rock / Alternative Chart, bem como o décimo quinto na Billboard de Rock Mainstream americana e o décimo sétimo na Billboard de faixas de rock moderno dos EUA.

## Antecedentes e Lançamento
"Got the Life" foi gravado em abril de 1998 no NRG Recording Studios em North Hollywood, na Califórnia. Depois de gravar a música, os membros do grupo sentiram que havia algo de "especial" na música. O vocalista Jonathan Davis afirmou que isso o lembrava de "algo que você pode ouvir em festas rave", que eram muito populares na época. Mesmo achando que muitos fãs não gostariam da música, eles a lançaram como um single promocional no início de agosto de 1998, antes do lançamento de Follow the Leader. "Got the Life" foi dito por Leah Furman como "girando em torno das bênçãos mistas da fama".
O single foi enviado para estações de rádio em 24 de julho de 1998 e foi lançado cinco vezes. O primeiro lançamento do disco com o single foi em 10 de agosto de 1998, nos Estados Unidos, quando foi lançado por duas versões. O single de Got the Life contém diferentes mixagens da música, incluindo a "Deejay Punk-Roc Remix" e a versão instrumental "DOSE's Woollyback Remix". O single também acopla lados B e remixes para músicas anteriores. Stephen Thomas Erlewine avaliou o single dando-lhe 2 de 5 estrelas, e notando que a versão "'Deejay Punk-Roc Remix' é muito boa, mas a instrumental tem um valor insignificante". A segunda parte do single tem 'I Can Remember' além de 'Good God (OOMPH! Vs. Tal Surge Remix)'. O single também foi lançado na Austrália  e no Reino Unido duas vezes. O single foi considerado "sucesso fenomenal".

## Composição
"Got the Life" tem três minutos e quarenta e cinco segundos de duração. É a música mais curta de Follow the Leader, e assim como o restante do álbum, o single também foi produzido por Steve Thompson e Toby Wright, e mixado por Brendan O'Brien. A versão "Got the Life (Deejay Punk-Roc remix)" foi mixada por Deejay Punk-Roc e Jon Paul Davies, e foi gravado no Airdog Funk Research Department em Liverpool, na Inglaterra . Já a versão The D.O.S.E.'s Woollyback foi mixada pelo D.O.S.E. por cortesia da Mercury Records.
A música começa com uma batida de percussão, levando ao riff de refrão, com um overdub triplo de guitarra . Quando os versos emergem, o vocalista Jonathan Davis começa a cantar com a frase lírica "Hate, something, sometime, someway, something kicked on the front floor". A banda executou a música com os seguintes membros: Jonathan Davis nos vocais, Brian "Head" Welch e James "Munky" Shaffer na guitarra, Reginald "Fieldy" Arvizu, tocando baixo e David Silveria na bateria. Eles produziram um som que foi descrito pelos funcionários da Allmusic como possuindo um estilo mesclando os gêneros Metal Alternativo, Heavy Metal e Rap Metal.
Em uma entrevista de 2013 à Scuzz, Jonathan Davis revelou que "Got the Life" continha originalmente um Sample no início - um diálogo falado pelo ator Dom DeLuise no filme de 1974 Banzé no Oeste. A Warner Brothers não permitiria seu uso, e por isso ele foi removido antes do lançamento da música.

## Clipe musical
"Eu daria o meu carro para um vagabundo. Eu pensei que o Tre (Hardson), do Pharcyde, pudesse interpretar o vagabundo. Eu queria explodir carros e outras coisas materiais complicadas no vídeo como uma forma de mostrar que não nos importávamos com essas coisas. Poderíamos terminar o vídeo com uma gravação de uma grande festa no quintal com os amigos. Além disso, eu queria colocar duas bicicletas Lowrider na cena e fazer parecer que estávamos todos no México, curtindo e nos divertindo."

—Reginald Arvizu
 Korn decidiu gravar um videoclipe para "Got the Life" após a recepção de fãs e funcionários do NRG Recording Studios ser muito positiva. O conceito do videoclipe veio do baixista da banda, Reginald "Fieldy" Arvizu. Seus empresários os aconselharam a demandar que Joseph Kahn dirigisse o vídeo, diretor que também já havia dirigido o clipe de "ADIDAS" em 1997. Depois de pedir a Kahn que dirigisse o vídeo, ele respondeu dizendo: "Essa é a ideia mais estúpida que eu já ouvi".
Ofendida, a banda Korn contratou McG, diretor dos videoclipes da banda no seu álbum de estréia auto-intitulado: "Blind", "Shoots and Ladders", "Clown" e "Faget". Em 12 de janeiro de 1999, o videoclipe foi o primeiro vídeo considerado "aposentado" da contagem regressiva diária dos dez clipes mais pedidos da MTV, Total Request Live. O programa disse que a música foi o videoclipe mais solicitado "por muito tempo, então eles pararam de exibi-lo para que outros artistas tivessem uma chance de ser o cobiçado número um". O vídeo, no entanto, nunca chegou ao número um; mas atingiu, no máximo, a segunda colocação. Na verdade, durante a maior parte do seu período de exibição, ficou preso em terceiro atrás dos vídeos de N'Sync e Britney Spears; na época, Daly, brincando, chamou a terceira posição na contagem regressiva de "a posição do Korn". Deuce, o álbum de vídeo em que o videoclipe de "Got the Life" aparece, foi certificado como platina pela Recording Industry Association of America.
O rapper californiano WC faz uma aparição no vídeo dançando. Eminem, Jay Gordon do Orgy, os integrantes Fred Durst, Sam Rivers, e Wes Borland do Limp Bizkit, além do lutador do UFC Tito Ortiz, podem ser vistos no final do vídeo.

## Recepção
Stephen Thomas Erlewine da AllMusic deu ao single 2 de 5 estrelas, embora tenha afirmado que a canção "rivalizava com suas obras-primas anteriores como 'ADIDAS' e 'Shoots and Ladders'. Sua fusão de metal e rap era mais forte do que nunca, apresentando suas melhores faixas rítmicas até hoje. O que é bom, já que o lado B dos singles 'Got the Life' foram dedicados a remixagens."
A Loudwire considerou "Got the Life" a terceira melhor música do Korn.
"Got the Life" se tornou a primeira entrada do Korn nas paradas Hot Mainstream Rock Tracks e na Hot Modern Rock Tracks da Billboard, chegando respectivamente às posições 15 e 17. A música chegou à vigésima sexta posição na Austrália, e os envios de single passaram das 35 mil unidades. O clipe de "Got the Life" estreou na oitava posição no Total Request Live da MTV em 17 de setembro de 1998.

## Lista de músicas
| #  | Title                                      | Length | Ref    |
| -- | ------------------------------------------ | ------ | ------ |
| 1. | "Got the Life"                             | 3:45   | [ 26 ] |
| 2. | "Got the Life (Deejay Punk-Roc Mix)"       | 5:16   | [ 26 ] |
| 3. | "Got the Life (D.O.S.E. Woollyback Remix)" | 5:27   | [ 26 ] |
| 4. | "I Can Remember"                           | 3:36   | [ 26 ] |

| #  | Título                 | Duração | Ref    |
| -- | ---------------------- | ------- | ------ |
| 1. | "Got the Life (Remix)" | 3:45    | [ 27 ] |

| #  | Título         | Duração | Ref    |
| -- | -------------- | ------- | ------ |
| 1. | "Got the Life" | 3:45    | [ 28 ] |

| #  | Title                                      | Length | Ref    |
| -- | ------------------------------------------ | ------ | ------ |
| 1. | "Got the Life"                             | 3:45   | [ 29 ] |
| 2. | "Got the Life" (Deejay Punk-Roc Mix)       | 5:16   | [ 29 ] |
| 3. | "Got the Life" (D.O.S.E. Woollyback Remix) | 5:27   | [ 29 ] |

| #  | Title                                     | Length | Ref    |
| -- | ----------------------------------------- | ------ | ------ |
| 1. | "Got the Life"                            | 3:49   | [ 30 ] |
| 2. | "I Can Remember"                          | 3:39   | [ 30 ] |
| 3. | "Good God" (Oomph! Vs Such a Surge Remix) | 4:06   | [ 30 ] |

## Performance
| Paradas (1998)                                 | Melhor posição |
| ---------------------------------------------- | -------------- |
| Austrália (ARIA)                               | 26             |
| Canada Alternative 30 (RPM)                    | 1              |
| Singles no Reino Unido (OCC)                   | 23             |
| TUS Mainstream Rock Tracks dos EUA (Billboard) | 15             |
| US Modern Rock Tracks dos EUA (Billboard)      | 17             |

## Citações
Geral